# Teledike
Teledike (altgriechisch Τηλεδίκη Tēledíkē, deutsch ‚weithin des Rechtes waltend‘) ist eine Nymphe der griechischen Mythologie.
Laut einem Scholion zu Platons Dialog Timaios ist sie die Tochter des Xuthos. Von Phoroneus ist sie Mutter des Apis und der Niobe, der ersten sterblichen Geliebten des Zeus.